# Франція в Другій світовій війні

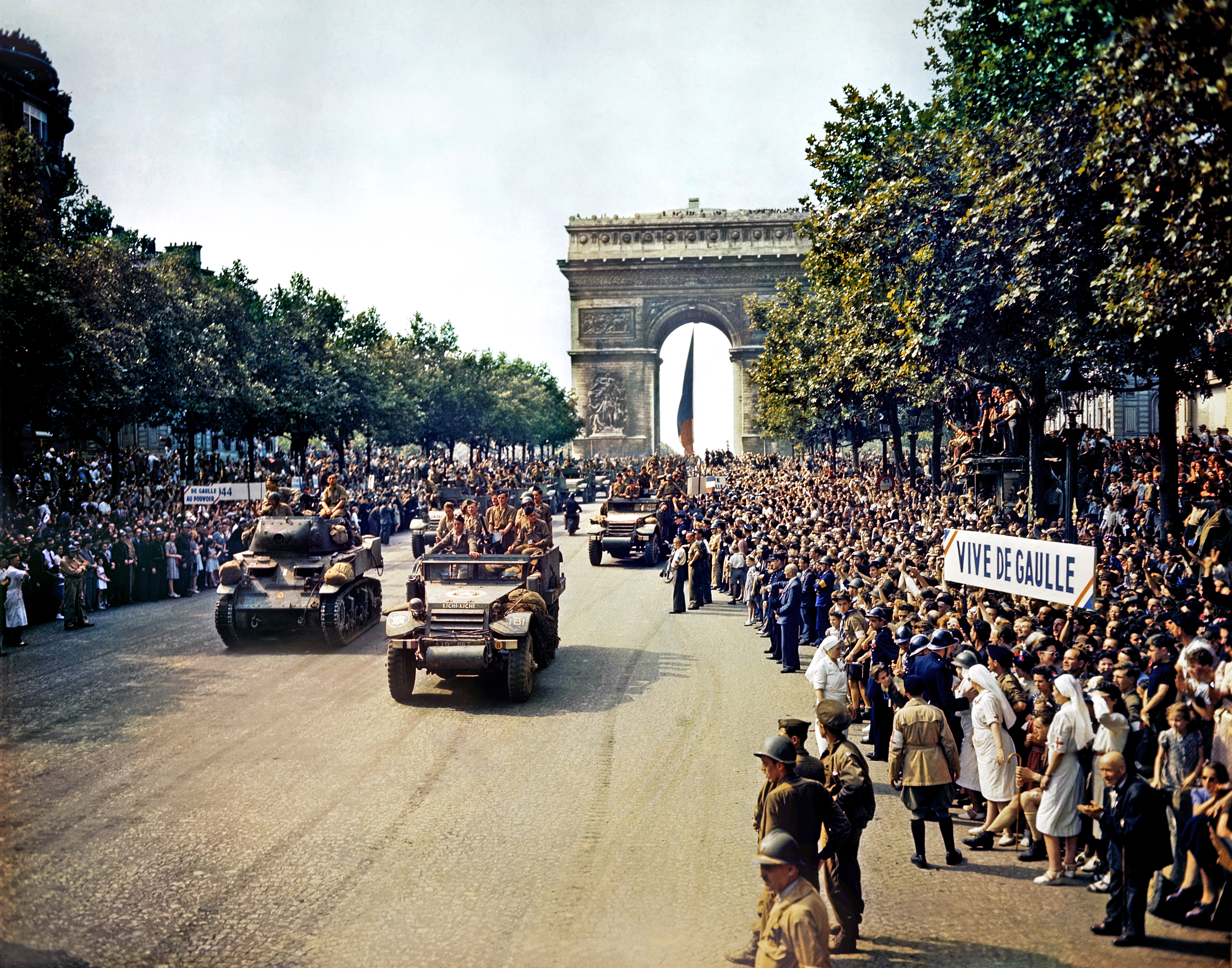
Вступ дивізії Леклерка в Париж вітає натовп патріотів на Єлисейських полях (серпень 1944 року)

Франція у Другій світовій війні брала безпосередню участь з перших днів вересня 1939 року. Вона зазнала поразки в червні 1940 року та була окупована. Однак Вільні французькі сили разом із союзниками з антигітлерівській коаліції продовжували участь у війні, і до кінця 1944 року, майже вся Франція була звільнена.

## Вступ у війну
Після нападу нацистської Німеччини на Польщу Франція разом з Великою Британією оголосили війну Німеччині 3 вересня 1939 року.
Однак вести активних бойових дій французька армія не стала (так звана Дивна війна). Єдиною спробою вплинути на хід війни стала Саарська наступальна операція. При цьому у вересні 1939 року 78 французьким дивізіям загальною чисельністю 3,25 млн осіб на «лінії Зігфрида» протистояв 1 млн німецьких солдат та офіцерів. Французи мали 2850 танків, а у німців на Заході їх взагалі не було. Франко-британська авіація мала майже дворазову перевагу над зосередженими на Заході люфтваффе (2421 літак на противагу 1359).
Після німецького вторгнення у Норвегію у квітні 1940 року французьке військо взяло участь у битві за Нарвік.

### Французька кампанія 1940 року
10 травня 1940 року німецькі війська перейшли кордон Нідерландів і Бельгії. У той же день французькі війська увійшли в Бельгію. Безпосередньо на німецько-французькому кордоні бойові дії не велися. Перше бойове зіткнення німецьких і французьких військ відбулося 13 травня в Бельгії. Того ж дня німецькі війська перетнули бельгійсько-французький кордон.

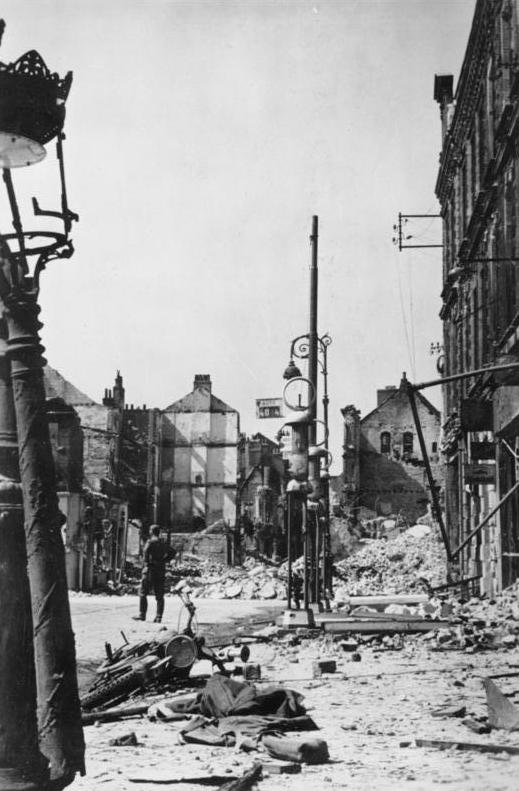
Руйнування після облоги Кале (1940)

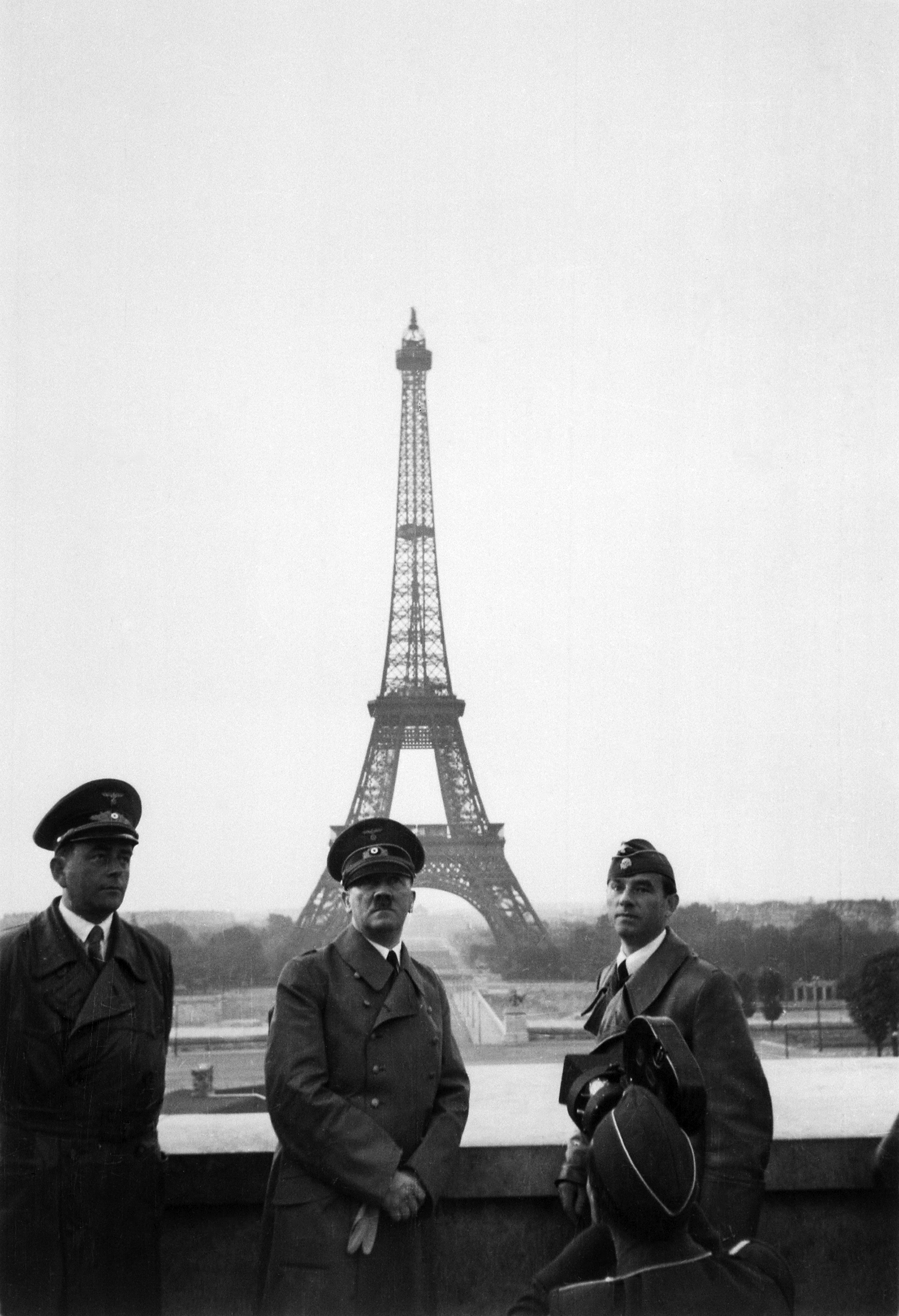
Адольф Гітлер на тлі Ейфелевої вежі 23 червня 1940 року

25 травня головнокомандуючий французькими збройними силами генерал Вейган заявив на засіданні уряду, що треба просити німців про прийняття капітуляції.
8 червня німецькі війська досягли річки Сени. 10 червня уряд Франції переїхав з Парижа в район Орлеана. Париж був офіційно оголошений відкритим містом. Вранці 14 червня німецькі війська ввійшли в Париж. Французький уряд втік у Бордо.
На засіданнях уряду 12 і 13 червня генерал Вейган знову зажадав капітулювати перед Німеччиною. Його підтримав заступник голови уряду маршал Петен. Петен та однодумці переконували членів уряду і парламентарів в необхідності капітуляції. 16 червня Петен очолив уряд. 17 червня уряд Франції звернувся до Німеччини з проханням про перемир'я. 22 червня 1940 року Франція капітулювала перед Німеччиною, і в Комп'єнському лісі було укладено Друге Комп'єнське перемир'я.
Офіційно військові дії закінчилися 25 червня. Французька армія в результаті війни втратила 84 000 осіб вбитими. Понад мільйон французів було взято в полон. Німецькі війська втратили 45 074 осіб убитими, 110 043 пораненими і 18 384 зниклими безвісти.
Маршал Петен був проголошений національними зборами в місті Віші 10 липня 1940 року «главою Французької держави» (фр. Chef d'État Français) і наділений диктаторськими повноваженнями: йому були передані права всіх гілок влади знищеної Третьої Республіки.

## Окупація Франції
2/3 території Франції було окуповано, а решта, південна, територія метрополії та всі колонії перейшли під контроль колабораціоністського уряду (режим Віші) маршала Філіппа Петена.
Ельзас і Лотарингія були анексовані безпосередньо Німеччиною, північні департаменти Франції (Нор, Па-де-Кале) були об'єднані з Бельгією в Райхскомісаріат Бельгія-Північна Франція.

### Німецька окупація Франції
Німецька військова адміністрація встановила співвідношення курсу марки до франка (1:20) і величезну суму репарацій (400 млн франків в день). Під німецьким контролем опинилися французькі банки, військові підприємства. У 39 найбільших французьких компаніях брав участь німецький капітал. За чотири роки окупанти вивезли з країни сировини на суму майже 9 759 681 млн франків, промислової продукції — на 184 670 млн франків, сільськогосподарської — на 126 645 852 млн франків .
Під час окупації Франції єдиним журналом, який не припиняв виходу, був «Historia». Всі інші журнали закрилися.

### Італійська окупація Франції
Фашистська Італія оголосила війну Франції 10 червня 1940 року та окупувала невеликий район поблизу міста Ментон на півдні Франції.

### Режим Віші в Південній Франції
Режим Віші був створений в неокупованій зоні Франції та її колоніях в липні 1940 року. Ще в період його створення уряд Франції розірвав дипломатичні відносини з Великою Британією внаслідок нападу англійців на французький флот. Формально режим Віші проводив політику нейтралітету, але фактично співпрацював з нацистською Німеччиною та Японією.
У квітні 1942 року главою вішистського уряду став затятий колабораціоніст П'єр Лаваль. У листопаді 1942 року Німеччина окупувала всю територію Франції, з цього моменту влада уряду Віші стала суто номінальною.
У період режиму Віші уряд Франції допоміг нацистам депортувати 76 000 французьких євреїв в табори смерті. За різними даними, кількість загиблих в ході Голокосту євреїв Франції становить від 75 721 до 120 тисяч осіб.

### Рух опору
У червні 1941 року був створений Національний фронт боротьби за свободу та незалежність Франції. Він об'єднав групи лівої орієнтації, але рівночасно у Франції діяли й організації республіканської орієнтації (Combat, Franc-Tireur тощо). У 1943 р. була створена Національна рада Опору. Учасники Опору вели пропаганду, займалися збором розвідувальної інформації, здійснювали диверсії. У сільській місцевості діяли партизанські загони — «макі».

## Британські дії проти французького флоту
Після капітуляції Франції уряд Великої Британії був стурбований долею французького флоту. Передача його в руки німців змінювала співвідношення сил, а збереження своєї переваги на морі для Великої Британії було життєво необхідним. Тому 2 липня 1940 року було прийнято рішення про початок операції по захопленню або знищенню французького військово-морського флоту .
Були захоплені всі військові кораблі Франції, які стояли в британських портах Плімут і Портсмут . В Олександрії вдалося досягти компромісу, французькі кораблі були роззброєні і позбавлені палива, але не були захоплені. На французькій базі Мерс-ель-Кебір відмова французів виконати британський ультиматум призвела до морського бою. Був потоплений застарілий французький лінкор «Бретань» і ще кілька французьких кораблів отримали серйозні пошкодження. Втрати французів перевищили 1200 осіб. Англійці втратили тільки декілька літаків. Після ще кількох зіткнень меншого масштабу 12 липня сторони припинили бойові дії.
Головна мета британців не була досягнута. Головні сили французького флоту, включаючи три сучасних лінійних корабля, були зосереджені в порту Тулона. Цей флот був затоплений самими французами тільки в листопаді 1942 року, коли виникла загроза захоплення його німцями.
З іншого боку, «зрадницький» з точки зору французів напад англійців посилив антибританські настрої і призвів до консолідації режиму Віші.

### Дії французьких колаборантів на Східному фронті

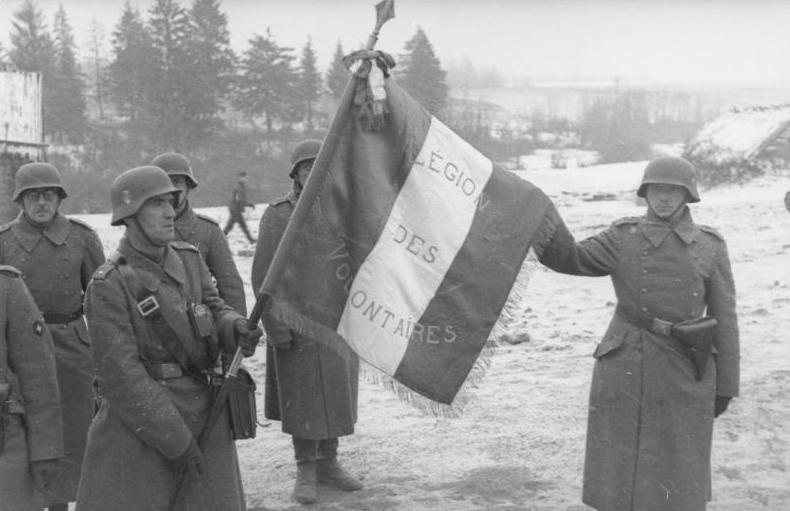
Французькі добровольці з прапором легіону під Москвою в листопаді 1941 року.

На Східному фронті з французьких добровольців були сформовані як мінімум дві частини, які воювали в складі Вермахту, але під французьким прапором і з французьким командним складом.
Французький добровольчий легіон з осені 1941 року брав участь в війні Німеччини проти СРСР на московському напрямку і був єдиною не німецькою частиною, яка взяла участь в цій операції. 5 листопада 1941 маршал Петен направив послання французьким добровольцям: «Перед тим, як ви підете в бій, мені радісно усвідомлювати, що ви не забуваєте — вам належить частина нашої військової честі». Полк зазнав суттєвих втрат, здебільшого це були обмороження та хвороби. Підрозділ був відведений в тил. Згодом його використовували для антипартизанських дій в Білорусі.
10 лютого 1945 року була сформована 33-тя гренадерська дивізія військ СС «Шарлемань» (1-ша французька) — з раніше існуючої однойменної французької бригади військ СС, що воювала проти СРСР. Французька дивізія СС воювала на Східному фронті. У березні 1945 року була розгромлена Червоною армією в Померанії і її залишки були відведені в тил. Батальйон цієї дивізії (300 осіб) в Берлінській операції разом з дивізією «Нордланд» захищав район Рейхстагу. Деякі французькі джерела повідомляють, що французи героїчно оборонялися та знищили 60 «російських» танків, були останніми захисниками бункера Гітлера і перешкодили «Совітам» взяти його до свята 1 травня.
Число військовополонених французів в полоні СРСР в 1945 році досягло 23136 осіб, що втричі перевищило чисельність дивізії «Шарлемань».

## Поява «Вільної Франції»
18 червня 1940 року BBC транслювала виступ прибулого у Велику Британію генерала Шарля де Голля — промова 18 червня, закликала до створення французького Спротиву. Також розповсюджувалися листівки, в яких генерал звертався «до всіх французів» з заявою:
Франція програла битву, але не програла війну! Нічого не втрачено, тому що ця війна — світова. Настане день, коли Франція поверне свободу і велич … Ось чому я звертаюсь до всіх французів об'єднатися навколо мене задля дії, самопожертви та надії.
 Генерал звинувачував уряд Петена у зраді та заявляв, що «з повним усвідомленням обов'язку виступає від імені Франції». З'явилися й інші відозви де Голля .
Шарль де Голль став на чолі «Вільної Франції» — організації, покликаної чинити опір окупантам і колабораціоністському режиму Віші.
29 вересня 1941 року СРСР офіційно визнав «Вільну Францію» і встановив з нею дипломатичні відносини через посольство СРСР при Союзних урядах в Лондоні.
У листопаді 1942 року «Франція, що повстала» направила в СРСР групу французьких льотчиків для спільної боротьби проти нацистської Німеччини, які згодом стали авіаполком «Нормандія-Німан».

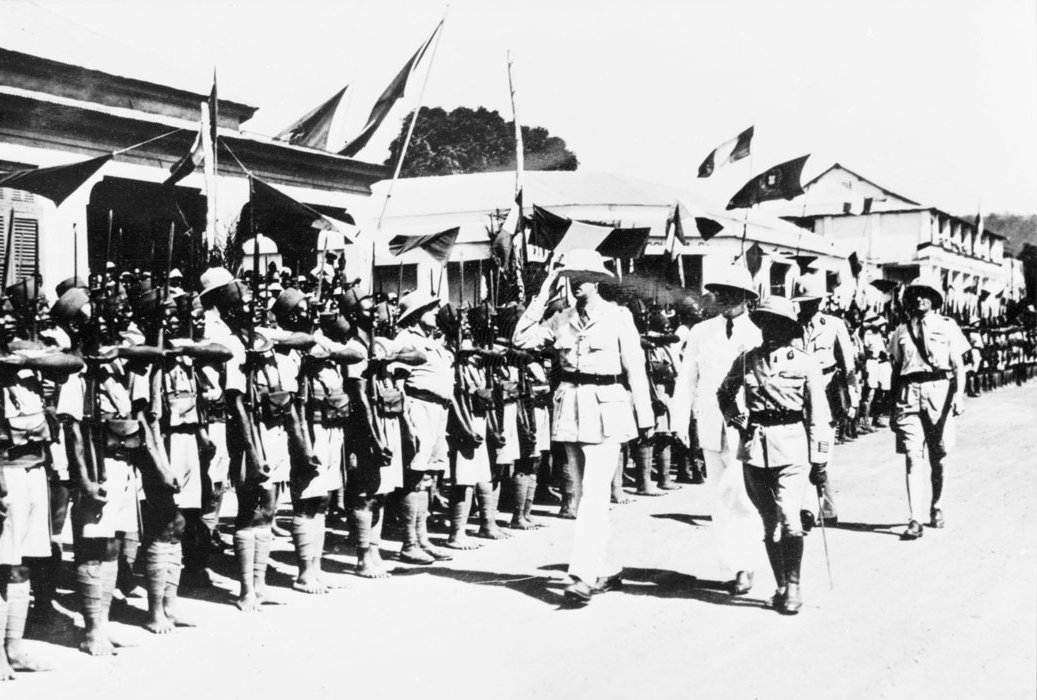
Шарль де Голль оглядає колоніальні війська в Бангі в жовтні 1940 року.

Прагнучи до незалежності від британської влади, де Голль в першу чергу зосередив свою увагу на французьких колоніях в Центральній Африці. Адміністрація Чаду і Убанги-Шарі заявила про своє приєднання до «Вільної Франції». У Камеруні і Середньому Конго прихильникам де Голля вдалося змістити представників вішистського режиму. 27 жовтня 1940 року в Браззавілі було проголошено створення Ради оборони імперії, до якого приєднався і генерал-губернатор Французького Індокитаю. Через рік, у вересні 1941 року де Голль оголосив про створення Французького національного комітету (ФНК). Французька Екваторіальна Африка і Камерун стали місцем зосередження і формування військ «Вільної Франції».

## Дії Вільних французьких сил

### Війна в Африці та на Близькому Сході
У вересні 1940 року британці та «борці за Францію» зробили спробу висадки в Дакарі з метою захоплення французької колонії Сенегал. Однак всупереч припущенням де Голля французький флот і армія виявилися лояльними режиму Віші і дали жорстку відсіч. Після дводенного бою англо-австралійський флот (який мав істотну перевагу) не зміг домогтися практично нічого, висадка на берег не вдалася та сенегальська операція закінчилася повним провалом. Це завдало ще один удар по репутації де Голля.
У листопаді 1940 року де Голль за підтримки британців зробив успішну атаку на французьку колонію в екваторіальній Африці Габон. В результаті Габонської операції був узятий Лібревіль та захоплена вся екваторіальна французька Африка. Однак через слабку економіку та стратегічну незначимість регіону, цей успіх не компенсував невдачу в Сенегалі. Більшість французьких військовополонених відмовилися приєднатися до «Французьких сил опору» і надали перевагу полону в Браззавілі.
Першою бойовою операцією сил спротиву в Північній Африці стала битва при Куфре в Феццані, яка тривала з 31 січня по 1 березня 1941 року.
8 червня 1941 року британські, австралійські війська і «сили спротиву Франції» почали наземну операцію з метою захоплення Сирії і Лівану, контрольованих урядом Віші. На першому етапі вішисти чинили запеклий опір, провели кілька успішних контратак і завдали противнику значних втрат в авіації. Однак протягом місяця союзникам вдалося зломити опір ворога і 14 липня в Акрі було підписано угоду про капітуляцію. За її умовами антигітлерівська коаліція отримувала контроль над Сирією і Ліваном, а всім солдатам й офіцерам режиму Віші пропонувалося на вибір репатріюватися до Франції або вступити в війська «Вільної Франції». Як і в Габоні переважна більшість вішистів відмовилося приєднатися до генерала де Голля. Французи також зберегли свій флот і авіацію і встигли затопити захоплені британські кораблі.
5 травня 1942 року Велика Британія почала операцію з окупації Мадагаскару з метою запобігання створенню на цьому острові японської військово-морської бази. Незначні сили французів (8000 осіб) чинили опір більше півроку і здалися лише 8 листопада.

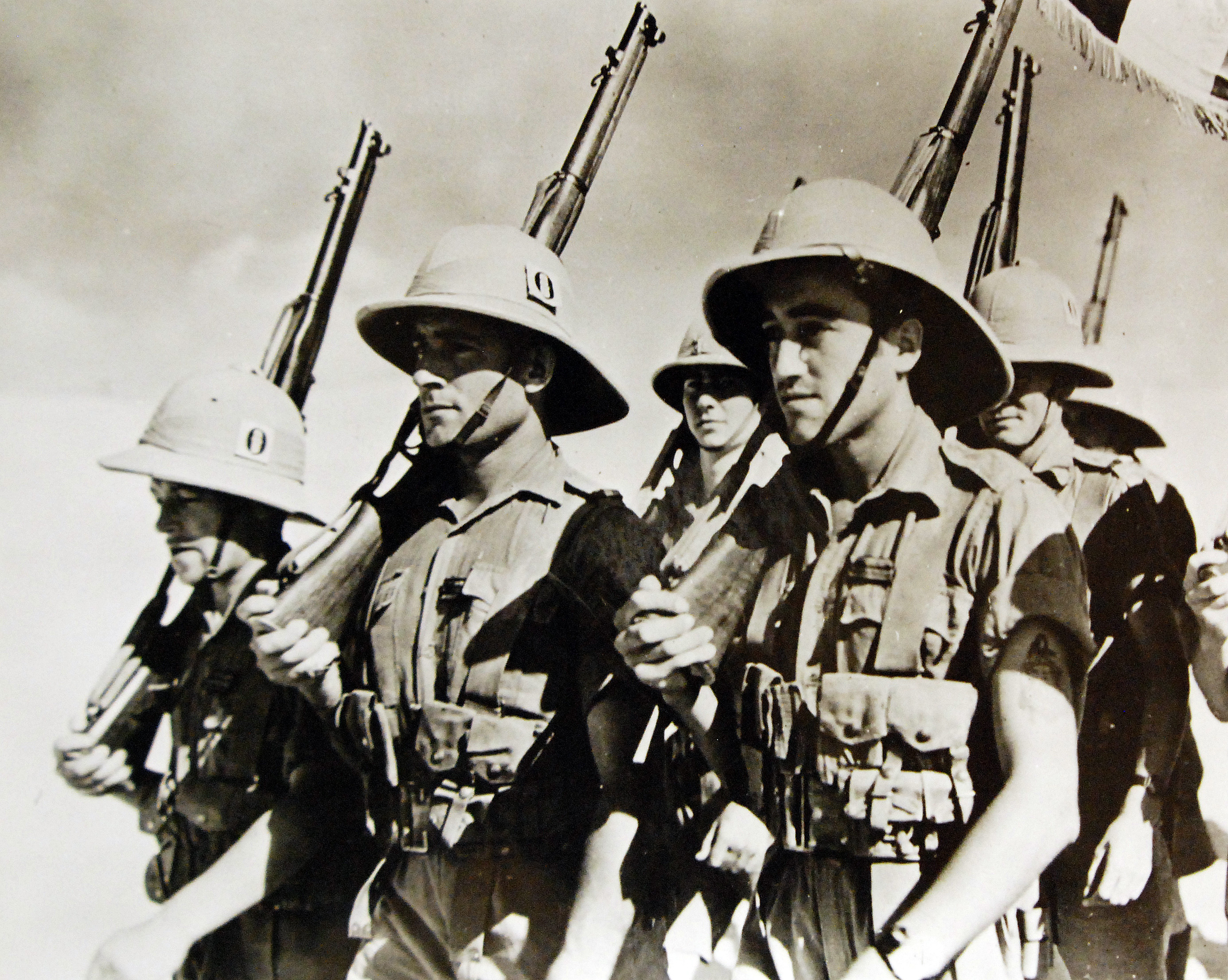
Вільні французькі сили в Північній Африці

8 листопада 1942 року американці та британці висадилися в Марокко та Алжирі. Війська режиму Віші до цього моменту були деморалізовані і не організували опір. Американці здобули швидку перемогу з мінімальними втратами протягом декількох днів. Французькі сили в Північній Африці перейшли на їхній бік. Найбільш важливим боєм Вільних французьких сил стала битва за Бір-Хакейм, яка тривала в Лівії з 26 травня по 11 червня 1942 року. Тоді 1-ша французька вільна бригада під командуванням генерала Марі-П'єр Кеніга протягом 14 днів захищала шлях на Суец від сил Африканського корпусу Ервіна Роммеля. До січня 1943 року Вільні французькі сили завоювали весь Феццан.
У період звільнення Північної Африки вирішувалося питання про формування нової адміністрації звільнених з-під контролю вішистів Марокко, Алжиру і Тунісу, на території яких знаходилися і великі контингенти регулярної французької армії. Але закріпитися в Алжирі «сили опору Франції» не змогли. Їх представника замінив призначений американцями верховним комісаром Північної Африки адміралом Франсуа Дарлан, раніше співпрацював з вішистським режимом. Союзники намагалися поставити на місце керівника адміністрації колоній генерала Анрі Жиро, який втік з німецького полону і брав участь в операції американських військ в Алжирі. Жиро зберігав непогані відносини з Петеном і розглядався в якості фігури, здатної забезпечити примирення колабораціоністів і патріотів з руху Опору. Це могло забезпечити союзникам безперешкодну висадку на території самої Франції.

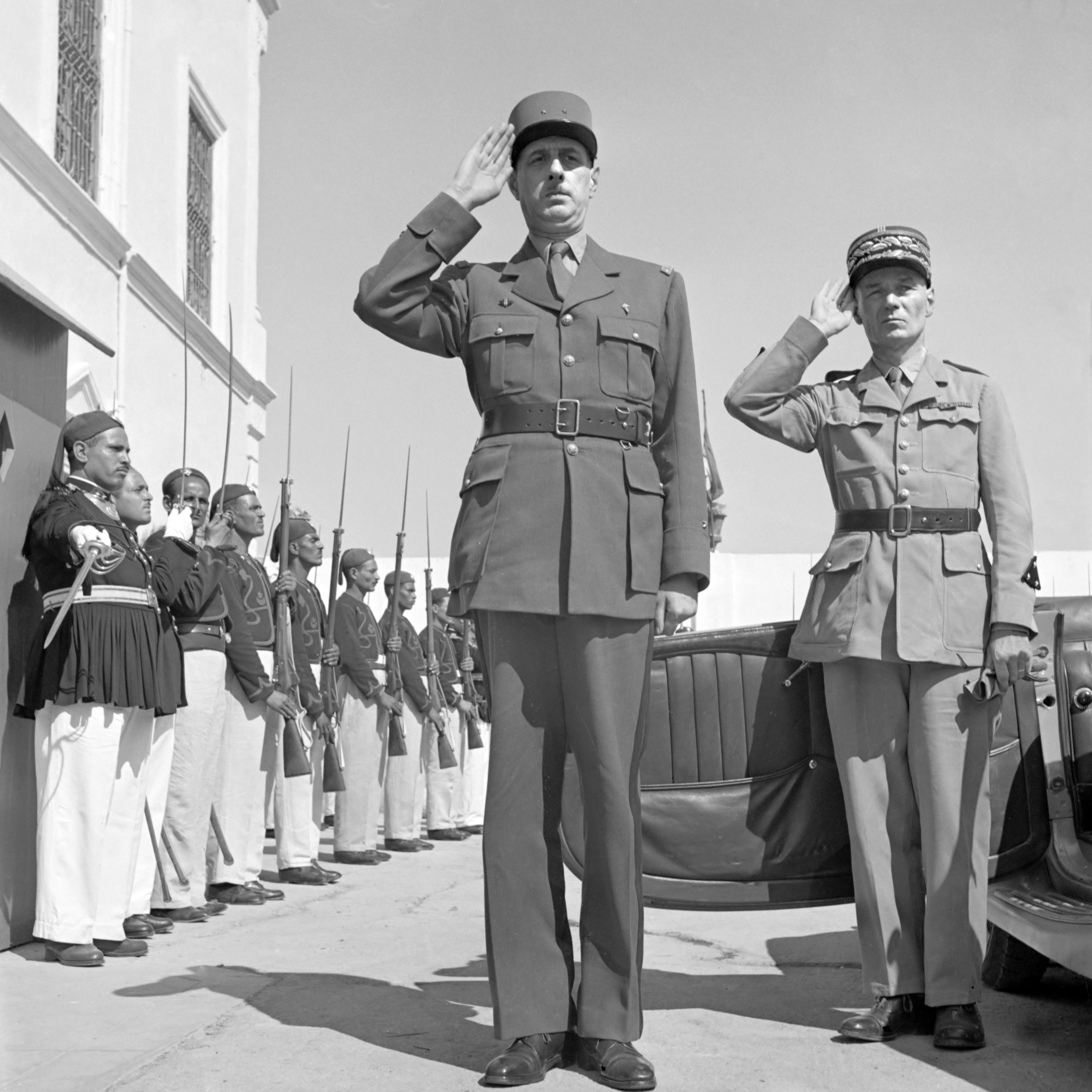
Де Голль (в центрі) в Тунісі, 1 червня 1943 року

24 грудня 1942 року Франсуа Дарлан був убитий французьким монархістом Фернан Бонье де Ла Шапелем. Протистояння де Голля і Жиро завершилося компромісом 3 червня 1943 року, коли в Алжирі був заснований Французький комітет національного визволення (ФКНВ) під спільним головуванням обох генералів. Жиро став головнокомандувачем французьких сил в Північній Африці, де Голль — на інших територіях французької імперії .

### Корсика та Італія
У вересні — жовтні 1943 року «Вільні французькі сили» за сприяння корсиканських партизан та італійської армії провели операцію зі звільнення Корсики від німецьких військ, що отримала назву «Везувій».
У грудні 1943 року в складі союзних сил Французький експедиційний корпус під командуванням генерала Жуена висадився в Італії.

### Звільнення Франції
6 червня 1944 року американські, британські та канадські війська висадилися в Нормандії. З 31 липня 1944 р. в Нормандії почала висаджуватися 2-га французька бронетанкова дивізія, під командуванням генерала Леклерка.

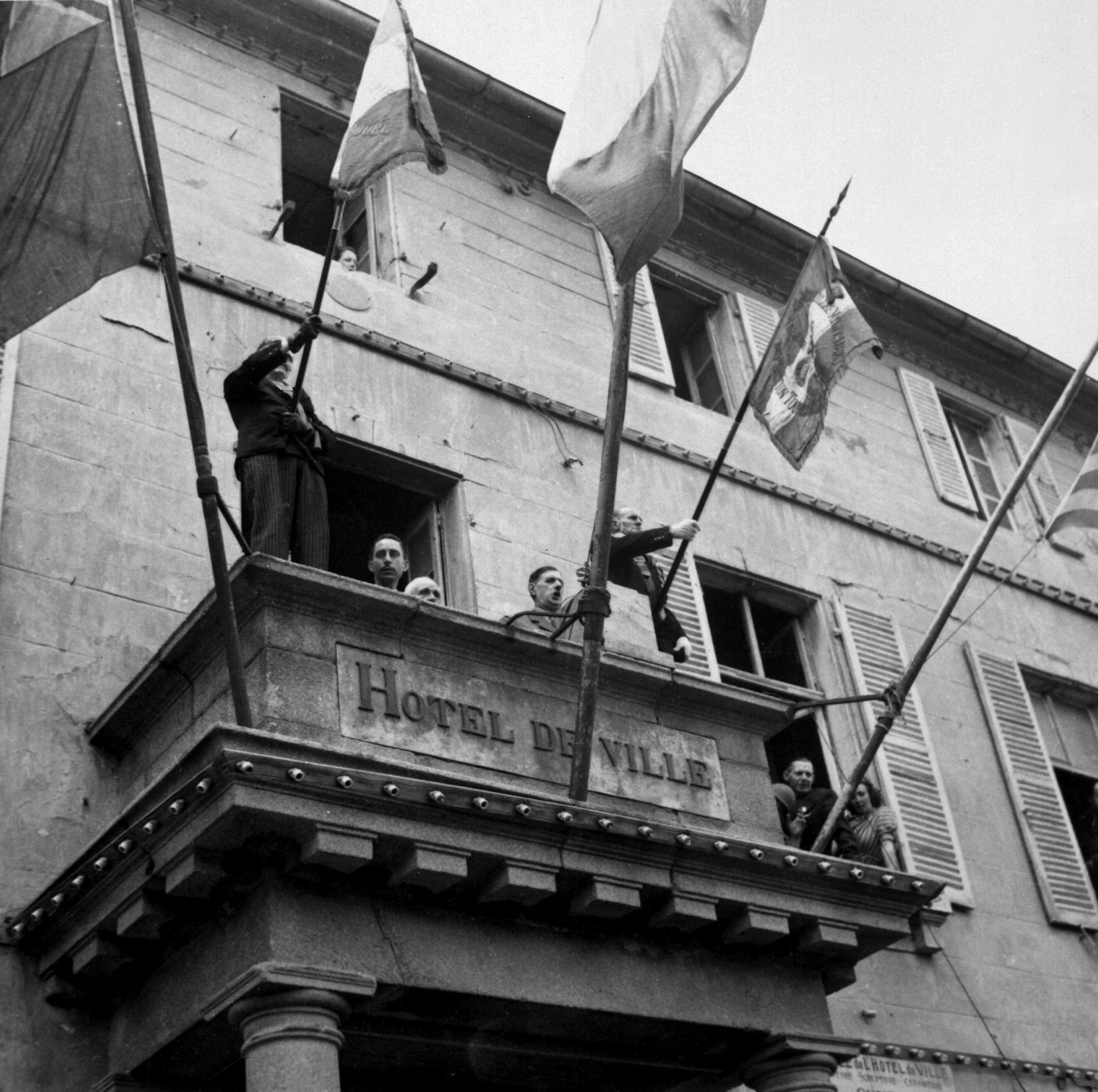
Шарль Де Голль в звільненому Шербурі, 20 серпня 1944 року

25 серпня 1944 року американські війська і французька дивізія Леклерка ввійшли в Париж і звільнили його від німецьких військ разом з загонами французького Опору.
3 червня 1944 року в Алжирі було створено Тимчасовий уряд на чолі з Ш. де Голлем, який після звільнення Парижа перебрався до нього.

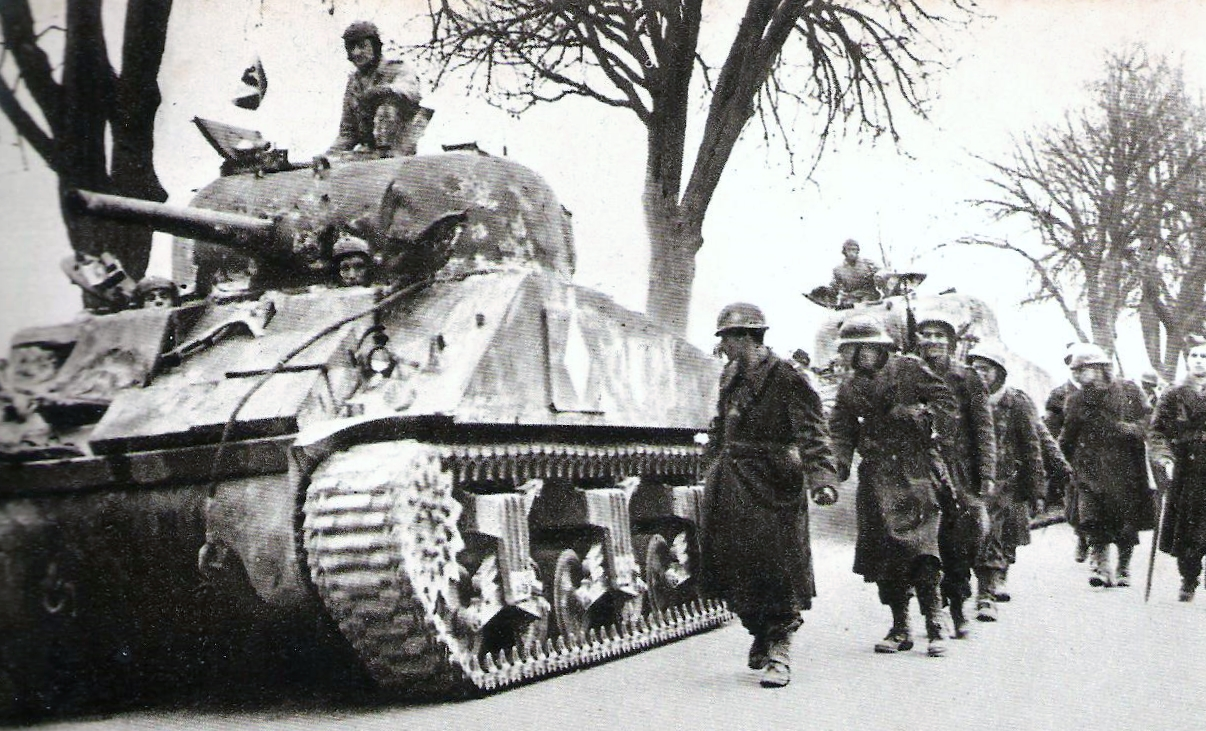
Французькі війська в Кольмарі, лютий 1945 року

Найбільше французьке угрупування — «Армія Б» (перейменована 25 вересня 1944 року в 1-шу французьку армію) — було підготовлено для висадки в Південній Франції, яка була здійснена 15 серпня 1944 року спільно з 7-ї американської армією.
Надалі 1-ша французька армія билася на південному заході Німеччини, кінець війни вона зустріла в Тіролі.

## Наслідки
Франції виділили зону окупації Німеччини і дали місце постійного члена Ради Безпеки ООН.
У Франції за колабораціонізм були засуджені 39,9 тис. осіб, було винесено 2071 смертний вирок (1303 особи отримали заміну смертної кари різними термінами ув'язнення, а 768 смертних вироків було виконано).